# Bariaka alopiae
Bariaka alopiae är en kräftdjursart som beskrevs av R. Cressey 1966. Bariaka alopiae ingår i släktet Bariaka och familjen Eudactylinidae. Inga underarter finns listade i Catalogue of Life.